# Anancylus
Anancylus is een kevergeslacht uit de familie van de boktorren (Cerambycidae). De wetenschappelijke naam van het geslacht werd voor het eerst geldig gepubliceerd in 1864 door Thomson.

## Soorten
Anancylus omvat de volgende soorten:
- Anancylus arfakensis Breuning, 1959
- Anancylus griseatus (Pascoe, 1858)
- Anancylus lotus Pascoe, 1865
- Anancylus malasiacus Breuning, 1982
- Anancylus socius Pascoe, 1865
- Anancylus albofasciatus (Pic, 1925)
- Anancylus basalis Gahan, 1906
- Anancylus birmanicus Breuning, 1935
- Anancylus calceatus Thomson, 1864
- Anancylus mindanaonis Breuning, 1968
- Anancylus papuanus Breuning, 1976
- Anancylus vivesi Breuning, 1978